# Aberdour Castle
Aberdour Castle ist eine Burg in der historischen Ortschaft Easter Aberdour in der schottischen Council Area Fife. Die um 1200 errichtete Burg ist mit dem etwa zur selben Zeit erbauten Castle Sween das älteste datierbare noch erhaltene castle in Schottland. 1987 wurde die Anlage in das Inventory of Gardens and Designed Landscapes in Scotland aufgenommen. Ein Denkmalschutz als Kategorie-A-Bauwerk wurde 2018 aufgehoben. Weiterhin ist die Anlage jedoch als Scheduled Monument geschützt.
2019 wurde Aberdour Castle von rund 25.000 Personen besucht.

## Geschichte
Im späten 12. Jahrhundert wurde mit dem Bau eines zweistöckigen Tower House durch das normannische Rittergeschlecht de Mortimer der Grundstein der heutigen Burg geschaffen. Die Mortimers waren mit vielen weiteren Landsmännern und Standesgenossen von David I. angeworben worden zur Erhöhung seiner militärischen Schlagkraft. Als vermutlich erster Bau- und Burgherr ist William de Mortimer überliefert aus den erhaltenen Dokumenten zu einem Rechtsstreit, den er 1180 mit dem Abt von Inchcolm Abbey führte. Im Verlauf des 13. Jahrhunderts verliert sich die Spur der Mortimers.
1314 übergab König Robert the Bruce Burg und Herrschaft an seinen verdienten Gefolgsmann Thomas Randolph, 1. Earl of Moray, von dessen zweitgeborenem Sohn John Randolph, 3. Earl of Moray sie 1342 an den mächtigen und weitverzweigten Douglas-Clan überging in Person von Sir William Douglas, Lord of Liddesdale; anderen Quellen zufolge ging sie erst im Jahre 1351 auf Sir James Douglas of Dalkeith über. Bis in das 20. Jahrhundert blieb die Burg im Familienbesitz der Douglas’, ab 1458 in Person des Earl of Morton. James Douglas, 4. Earl of Morton, war verwickelt in die Wirren um die tragische Königin Maria Stuart.
Etwa ab den 1590er Jahren unter der Herrschaft von William Douglas, 6. Earl of Morton löste sie Loch Leven Castle als Stammsitz der Mortons ab. Unter seinem Enkel und Nachfolger William Douglas, 7. Earl of Morton wurde die Burg in der ersten Hälfte des 17. Jahrhunderts weitläufig um einen Flügel im Renaissance-Stil erweitert und die höchste Prachtentfaltung der Feste erreicht.
Als Robert Douglas, 12. Earl of Morton 1725 das benachbarte Aberdour House erwarb und sich dort zeitgemäßer niederließ, verfiel Aberdour Castle, endgültig jeder praktischen Bedeutung enthoben, teilweise zur Ruine.